# Metaspriggina
Genre
Espèce
Metaspriggina est un genre fossile de chordés primitifs de la faune de Burgess datés du Cambrien moyen, il y a environ 505 Ma (millions d'années). Initialement connu à travers deux spécimens des schistes de Burgess du Cambrien moyen, puis par 44 autres spécimens trouvés en 2012 dans le lit du Marble Canyon (en) à Kootenay National Park, et enfin par une centaine d'autres exemplaires dans les schistes de Burgess en 2014. Ce genre n'est représenté que par l'espèce Metaspriggina walcotti.

## Étymologie
Le nom générique, Metaspriggina, se compose du préfixe grec ancien μετὰ, metà, « au-delà, par derrière, ensuite » (dans le sens de tardif), et du nom de Reginald Sprigg, le découvreur de la faune de l'Édiacarien dans les collines Ediacara en Australie.
L'épithète spécifique, walcotti, a été donnée en l'honneur de Charles Doolittle Walcott (1850-1927), le découvreur de la faune de Burgess. Bien que nommé d'après Spriggina, un organisme de l'Ediacara, des travaux ultérieurs ont démontré qu'ils n'étaient pas reliés.

## Caractères
Metaspriggina est considéré comme un représentant d'un chordé primitif, sans doute une transition entre les céphalochordés et les premiers vertébrés (Conway Morris, 2008). Il est apparemment sans nageoires et possède un crâne peu développé mais dispose de deux yeux bien développés regardant vers le haut et de narines derrière ces yeux.
Metaspriggina possède également une notochorde avec six paires de barres de pharynx, peut-être en cartilage. Les spécimens les plus grands mesurent 10 cm de long, ceux de Burgess moins de 7 cm.
Les nombreux spécimens découverts à Burgess montrent une disposition des arcs branchiaux laissant supposer la genèse des mâchoires des futurs vertébrés.

## Découvertes de l'espèce
Mis de côté par Walcott pour une étude ultérieure, les deux premiers spécimens connus furent brièvement examinés par Conway Morris en 1979, avant d'être décrits en 1993 par Alberto Simonetta (d) & Emilio Insom (d).
Les deux spécimens-type sont le lectotype –USNM198612 et l'ancien holotype 198611, conservés au National Museum of Natural History, Smithsonian Institution, à Washington. L'holotype est un possible parent de Spriggina, tandis que le lectotype était considéré comme un chordé potentiel, avant que les deux spécimens ne soient réinterprétés comme des chordés en 1998 et 2001 et que Conway Morris ne les réassigne à un seul genre et une seule espèce.
En 2014, une centaine de spécimens supplémentaires de Metaspriggina sont découverts dans les schistes de Burgess,, .